# San Giovanni Battista (Mattia Preti Napoli)
Il San Giovanni Battista è un dipinto olio su tela (183×144 cm) di Mattia Preti databile al 1653-56 circa e conservato presso il Museo nazionale di Capodimonte a Napoli.

## Storia e descrizione
La tela vive in pendant le sorti che hanno interessato quella di Giuditta e Oloferne. Fu infatti registrata per la prima volta nel testamento dell'avvocato calabrese Domenico di Somma, datato 1659, dov'era citata anche la tela della Giuditta.
L'eredità del di Somma passò quindi al collaboratore ed amico, anch'egli calabrese, Antonino Laratta. Entrambi questi due furono in passato i legali di Mattia Preti durante la controversia che il pittore ebbe con i padri della chiesa di Sant'Andrea della Valle a Roma.
Alla morte del Laratta, nel 1685, la tela, assieme a quella della Giuditta e Oloferne, passò, su espressa volontà del di Somma, alla chiesa di San Domenico Soriano di Napoli, luogo centrale per la vita della comunità calabrese in città. Le due opere furono pertanto collocate lungo le due pareti laterali della cappella dov'era stato sepolto l'avvocato, ossia la prima a destra dell'altare maggiore.
Soppresso l'ordine religioso nel 1806, le due tele (e ancora un'altra presente nello stesso edificio, la prima eseguita dal Preti una volta giunto a Napoli, il San Nicola di Bari per la cappella Gallo-Coscia) furono prelevate e portate nelle collezioni borboniche del palazzo dei Regi Studi. Tuttavia, a differenza del San Nicola, che trovò collocazione nel museo napoletano sin dal principio, la tela del San Giovanni, così come quello della Giuditta, compare inventariata tra quelle stabilmente esposte solo nel 1870, in quanto dapprima era confinata nei depositi e poi, nel 1839, interessata da un lavoro di restauro del supporto.
L'opera mostra il santo in una posa che diverrà elemento contraddistinto delle figure ritratte da Mattia Preti, ossia costruita di scorcio per dare piena spazialità alla tela, con l'ausilio anche del chiaroscuro, esaltato da una prevalenza cromatica rossastra che si esalta nella stesura del manto. Questo modo di dipingere le figure umane, utilizzato già con gli affreschi delle lunette della chiesa di San Biagio a Modena, dove la figura proprio del Battista sembra fungere da prototipo per questa versione napoletana del dipinto, troverà il suo culmine qualche anni più tardi con la rappresentazione del San Sebastiano per la chiesa di Santa Maria ad Ogni Bene dei Sette Dolori, oggi a Capodimonte anch'esso.